# 川内村立川内小中学園
川内村立川内小中学園（かわうちそんりつ かわうちしょうちゅうがくえん）は、福島県双葉郡川内村にある公立義務教育学校。

## 概要
- 本校は、2021年4月に、川内村立川内中学校と川内村立川内小学校が統合し、小中一貫の義務教育学校として開校。校舎は旧川内小学校のものを使用[2]。

## 沿革
- 2021年（令和3年）
  - 1月26日 - 制服と校旗のお披露目会開催[3][4]。
  - 4月1日 - 川内中学校と川内小学校が統合し、開校。
  - 4月5日 - 開校式挙行。
  - 4月6日 - 第1回入学式挙行。
  - 5月23日 - 第1回運動会開催。
- 2022年（令和4年）
  - 3月11日 - 第1回卒業式挙行[5]。
  - 3月23日 - 最初の修了式挙行。
  - 3月28日 - 最初の離任式挙行。

## 学区
- 川内村全域

## 交通アクセス
- 福島交通船引川内線「車庫前」バス停下車後、徒歩約180m・約3分（最短ルートとなる歩道路を移動した場合・直線距離は約70mと近いが、道路の関係で倍以上の距離がある）。
- JR東日本磐越東線船引駅から、上述の福島交通バスで「車庫前」バス停まで、1時間14分[6]。

## 周辺
- 川内村立かわうち保育園 - 敷地が隣接し、なおかつ前期課程への進級前保育園。
- 木戸川
- 福島県道112号富岡大越線
- 福島県警双葉警察署川内駐在所
- 上川内郵便局
- 地蔵尊
- 第3区山村活性化支援センター
- 福島さくら農業協同組合川内支店
- 大智学園高等学校